# Comércio Triangular

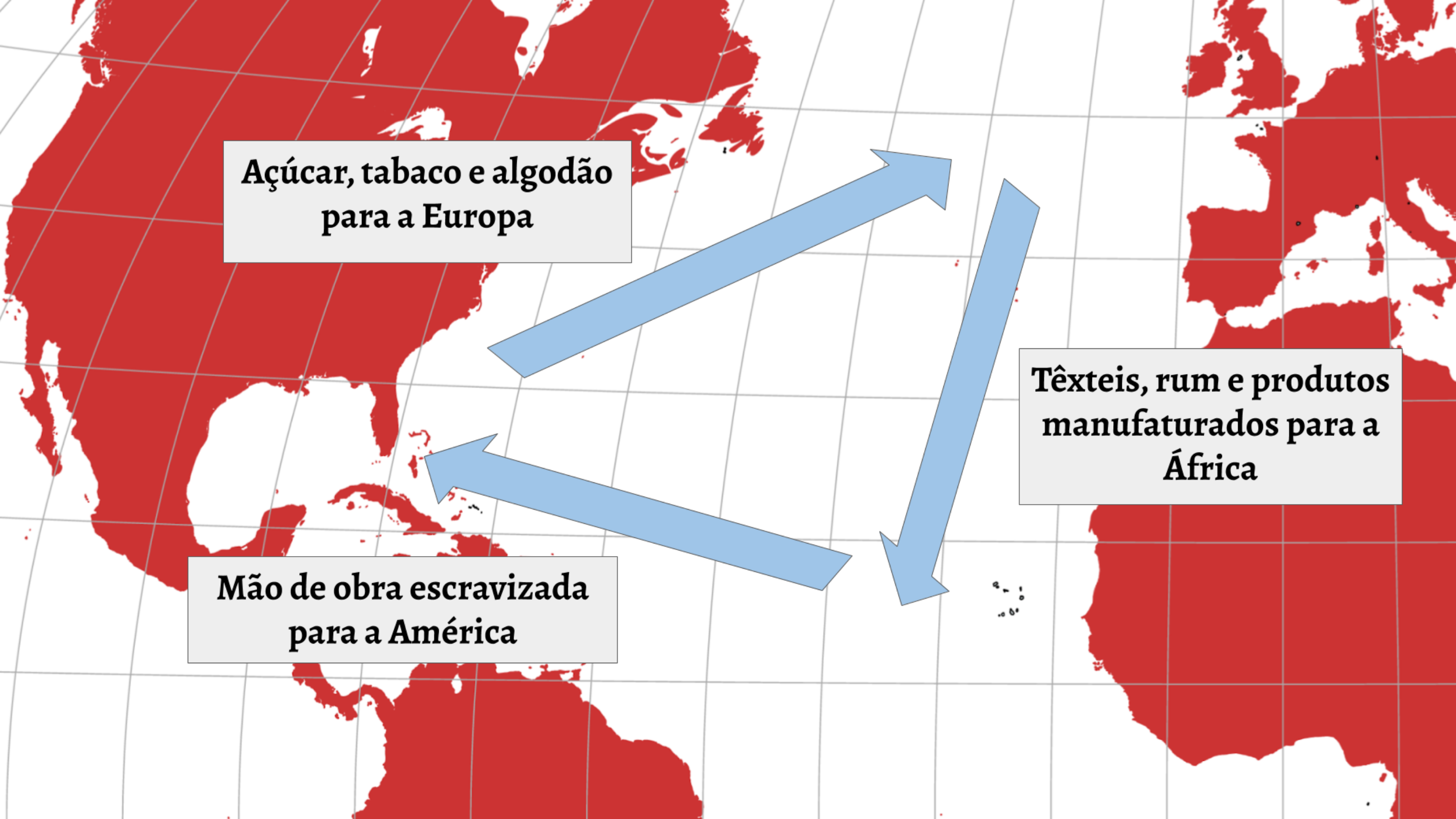
Representação do modelo clássico do comércio triangular: A Europa exportava têxteis e rum para África, que, em troca, fornecia mão de obra escravizada para as Américas, que, por sua vez, alimentavam a produção de açúcar, tabaco e algodão para a Europa.

O comércio triangular, ou comércio em triângulo, é um termo histórico indicando o comércio organizado entre três portos ou regiões. O comércio triangular geralmente evolui quando uma região possui mercadorias de exportação que não são necessárias na região de onde proveem as suas principais importações. O comércio triangular fornece, portanto, um método para corrigir os desequilíbrios comerciais entre essas regiões.

## Comércio triangular no Atlântico
O Comércio Triangular do Atlântico é a expressão utilizada para designar um conjunto de relações comerciais dirigidas por países europeus entre as metrópoles e os vários domínios ultramarinos, de carácter transcontinental apoiado em três vértices geopolíticos e econômicos: Europa, África e América (Norte, Centro e Sul), com relações secundárias com a Ásia e os seus produtos.
Trata-se, de um conjunto de relações entre produtor e distribuidor, comprador e vendedor, dominante e dominado, assumindo qualquer um destes continentes uma posição de relevo em qualquer um destes níveis de contato, à parte a Europa em termos de domínio, pois nela residem as potências administrantes.

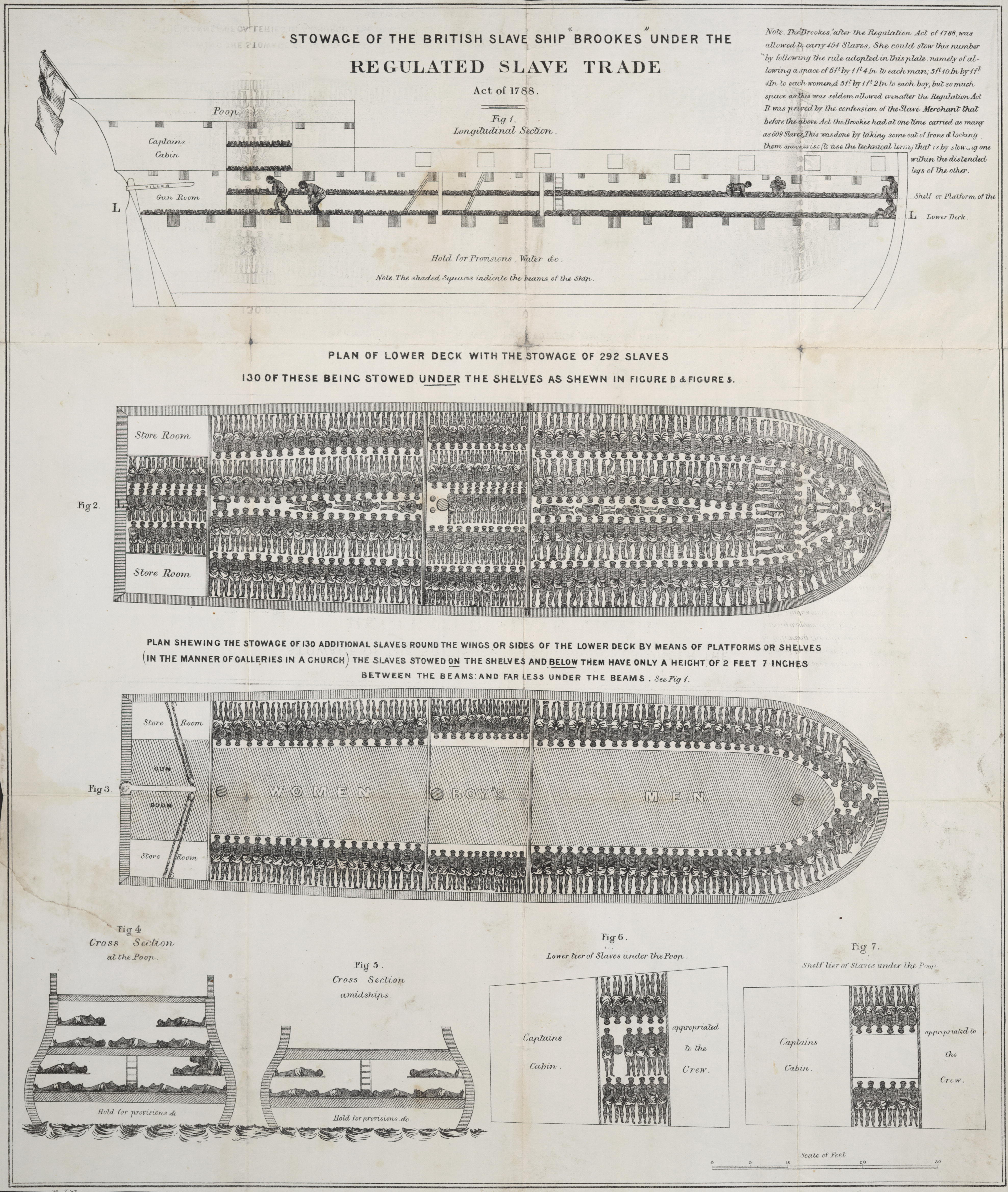
Acondicionamento dos escravos Africanos num navio negreiro britânico

De fato, o vértice europeu deste imenso conjunto de cadeias de trocas comerciais assenta nas principais potências navais e políticas do Velho Continente: Holanda, Inglaterra, França, Espanha e Portugal (estes últimos em fase de declínio, mas sem nunca perderem as suas posições coloniais e assegurarem alguns circuitos de produção e distribuição de produtos-chave na economia mundial, como o ouro, prata, diamantes, açúcar e tabaco).
Da Europa, partiam embarcações carregadas de produtos manufaturados, como armas de fogo, rum, tecidos de algodão asiático, ferro, jóias de pouco valor, entre outros artigos de menor valor comercial. O destino principal era África, onde se trocavam escravos por estes produtos. Os compradores de escravos comerciavam com europeus ou africanos que vendiam os seus conterrâneos, quer no litoral quer no interior, onde quase só os traficantes de escravos locais se aventuravam nessas regiões mais hostis. Muitas vezes, eram colonos americanos a comprar diretamente na África a sua mão-de-obra servil, sem intermediários europeus. Os escravos africanos eram, de fato, a mola principal desta rede comercial de capital muito importante para a economia europeia, pelos lucros que rendiam aos países negreiros e, também, para o sistema de produção das colônias mineiras e de plantação das Américas, seu destino além-Atlântico.
Nesta segunda junção de vértices do comércio triangular (África-Américas), muitos dos escravos morriam a bordo dos navios, onde se amontoavam em condições infra-humanas em que muitos não resistiam à viagem, o que acabava sendo nenhum grande prejuízo aos traficantes de escravos, que os compravam por preços relativamente baixos, assim não haveria sentido a eles fornecerem melhores condições a esses cativos durante a travessia, e então, quanto mais lotados seus porões estivessem maior seria o lucro. Chegados às Américas, eram vendidos aos donos de minas e de plantações em troca dos seus produtos: açúcar, tabaco, moedas de ouro e prata (ou em barra e, até mesmo, em forma de letras de crédito de praças financeiras como Londres, Bordéus, Amesterdão, Nantes, Antuérpia etc.). Completava-se o triângulo comercial com a compra por parte da Europa desses produtos americanos, embora para o continente americano se exportassem diretamente as manufaturas e se fizessem reexportações de artigos adquiridos na Ásia. Só as colônias europeias nas Índias Ocidentais e as famílias possuidoras de minas, plantações ou empresas comerciais tinham poder econômico para adquirir essas manufaturas do Velho Mundo, pagando com os rendimentos que lhes davam as suas produções ou negócios, mesmo com os elevados gastos que comportava a compra de mão-de-obra africana.
A nível de movimentação de capitais em larga escala, tinham enorme destaque as colônias espanholas produtoras de ouro e prata - como a Colômbia, o Peru, a Bolívia e o México - ou dos grandes criadores de gado, bem como o Brasil. As suas fazendas de cana-de-açúcar, algodão, tabaco, café e cacau, a par das explorações mineiras de ouro e diamantes (com ciclos de produção em épocas diferenciadas), para além do serviço doméstico dos senhores, absorveram milhares de africanos para o seu esforço produtivo, importação essa que rendia avultadas fortunas aos negreiros que os colocavam nos mercados brasileiros. Só os Estados Unidos terão importado mais escravos africanos do que o Brasil. A posição ocupada pelas colônias inglesas da América do Norte é, de fato, de crescente importância no contexto do comércio triangular, principalmente a partir do século XVII, quer na importação direta (sem intermediários europeus) de escravos africanos, quer assumindo uma posição de relevo nas trocas comerciais com a Europa. Produtores e exportadores, além de importadores de produtos manufaturados europeus ou de mão-de-obra africana, cedo os norte-americanos tentam tornar-se independentes no plano produtivo, lançando-se mesmo na exploração de rotas comerciais atlânticas, integrando-se cada vez mais ativamente nas arestas geográficas do comércio triangular e de certa forma ignorando o pacto colonial, que os deu certa autonomia em relação à Inglaterra.
No caso do Brasil e da América espanhola, as grossas somas de dinheiro dispendidas no pagamento das importações de manufaturas europeias - o luxo e o fausto tiranizavam cada vez mais os gostos dos colonos mais abastados - dirigiam-se, não para as suas metrópoles ibéricas, mas principalmente para a Inglaterra, Países Baixos, França, produtores e exportadores de manufaturas que colocavam facilmente a bom preço no Novo Mundo, para além das reexportações de produtos importados da Ásia, onde possuíam entrepostos, feitorias ou mesmo colônias. Todo esse capital colonial passava, sem retenção ou entesouramento, por Portugal e Espanha, que o usavam para pagar o seu déficit de mercadorias e de fraca produção de manufaturas nacionais. Era retido e investido em países do Norte da Europa, que o canalizavam para o incremento da sua produção manufatureira e no pagamento das importações do Báltico ou da Ásia, reativando constantemente as ligações comerciais com África e, principalmente, com a América.

### Outros exemplos de comércio triangular
O termo "comércio triangular" aplica-se a uma variedade de outros exemplos:
- O padrão de comércio que se desenvolveu antes da Guerra da Independência dos Estados Unidos, entre a Grã-Bretanha, as colônias britânicas da América do Norte, e as colônias britânicas do Caribe. Este envolveu a exportação de matérias-primas tais como peixes (sobretudo bacalhau) ou produtos agrícolas das colônias britânicas norte-americanas para alimentar os escravos e agricultores no Caribe; açúcar e melaço do Caribe; e vários produtos manufaturados da Grã-Bretanha.[3]

- A transferência de bacalhau da Terra Nova e milho de Boston em navios britânicos para o sul da Europa.[4] Envolvendo também a transferência de vinho e azeite para a Inglaterra.

- O "triângulo do açúcar" em que os navios americanos transportavam a produção local para Cuba, em seguida traziam açúcar ou café de Cuba para São Petersburgo, depois ferro e cânhamo de volta para a Nova Inglaterra.[5]

Além disso, o Comércio Triangular foi o principal instrumento do tráfico negreiro. Ele envolvia uma teia de interesses e de negociações entre Europa, África e América.